# 達布尼鎮區 (北卡羅萊納州萬斯縣)
達布尼鎮區（英語：Dabney Township）是位於美國北卡羅萊納州萬斯縣的一個鎮區。

## 地方資料
達布尼鎮區的面積為44.51平方千米，當中陸地面積為44.34平方千米，而水域面積為0.17平方千米。根據2020年美國人口普查的數據，當地共有人口2871人，而人口密度為每平方千米64.5人。